# Crambus bellissimus
Crambus bellissimus là một loài bướm đêm trong họ Crambidae.